# 狂野飆車3D
《狂野飆車3D》（Asphalt 3D），日本又名《狂野飆車3D：噴射競速》，是《狂野飆車》系列首款任天堂3DS新作品。遊戲由法國電子遊戲公司Gameloft開發，並由育碧公司以及科樂美發行。

## 外部連結
- （日語） 遊戲日本官方網站 （页面存档备份，存于）
- （英文） 遊戲美國官方網站